# موریسونویل (ویسکانسین)
موریسونویل (به انگلیسی: Morrisonville) یک منطقهٔ مسکونی در ایالات متحده آمریکا است که در ویسکانسین واقع شده‌است. موریسونویل ۲۹۲٫۹۲ متر بالاتر از سطح دریا واقع شده‌است.